# Liste der Monuments historiques in Rosières-aux-Salines
Die Liste der Monuments historiques in Rosières-aux-Salines führt die Monuments historiques in der französischen Gemeinde Rosières-aux-Salines auf.

## Liste der Immobilien
| Bezeichnung           | Beschreibung                                                                   | Standort                              | Kennzeichnung | Schutzstatus | Datum | Bild           |
| --------------------- | ------------------------------------------------------------------------------ | ------------------------------------- | ------------- | ------------ | ----- | -------------- |
| Gebäude               | ehemaliges Hôtel particulier, zweite Hälfte des 16. Jahrhunderts, heute ruinös | 28, 30 rue du Colonel Thiébaut (Lage) | PA00106449    | Classé       | 1994  |                |
| Beffroi „Ban-Ban“     | Tor- und Uhrturm, 1721 erbaut                                                  | Rue du Colonel Thiébaut (Lage)        | PA00106357    | Inscrit      | 1926  |                |
| Kirche St-Pierre      | 1745 erbaut                                                                    | Place Saint-Pierre (Lage)             | PA00135413    | Inscrit      | 1995  | weitere Bilder |
| Fontaine Saint-Pierre | Brunnenbecken von 1752, Skulptur aus dem 19. Jahrhundert                       | Place Saint-Pierre (Lage)             | PA00135414    | Inscrit      | 1995  |                |

## Liste der Objekte
| Bezeichnung                                           | Beschreibung                                                                                | Standort                       | Kennzeichnung | Schutzstatus | Datum | Bild           |
| ----------------------------------------------------- | ------------------------------------------------------------------------------------------- | ------------------------------ | ------------- | ------------ | ----- | -------------- |
| Schutzmantelmadonna                                   | Holz, farbig gefasst und vergoldet, Mitte des 18. Jahrhunderts                              | in der Kirche St-Pierre (Lage) | PM54000792    | Classé       | 1982  |                |
| Kelch (1)                                             | Silber, Anfang des 18. Jahrhunderts                                                         | in der Kirche St-Pierre (Lage) | PM54000794    | Classé       | 1982  |                |
| Skulptur Maria Immaculata                             | Metall, versilbert und vergoldet, Anfang des 19. Jahrhunderts                               | in der Kirche St-Pierre (Lage) | PM54001840    | Inscrit      | 1996  |                |
| Skulptur Petrus                                       | Blei, versilbert und vergoldet, 19. Jahrhundert; Metallsockel, versilbert, 16. Jahrhundert  | in der Kirche St-Pierre (Lage) | PM54001237    | Classé       | 2000  |                |
| Orgel                                                 | Haupteintrag für PM54000788                                                                 | in der Kirche St-Pierre (Lage) | PM54001320    | Classé       | 1975  |                |
| Orgelprospekt                                         | 1727 von Jean Jodoc von Esch gebaut                                                         | in der Kirche St-Pierre (Lage) | PM54000788    | Classé       | 1975  |                |
| Liturgische Gewänder                                  | Kasel, Stola, Manipel, Kelchvelum und Bursa; Seide, bestickt, Anfang des 20. Jahrhunderts   | in der Kirche St-Pierre (Lage) | PM54000793    | Classé       | 1982  |                |
| Kelch (2)                                             | Silber, vergoldet, Email, 1873                                                              | in der Kirche St-Pierre (Lage) | PM54000795    | Classé       | 1982  |                |
| Kruzifix                                              | Holz, 18. oder 19. Jahrhundert                                                              | in der Kirche St-Pierre (Lage) | PM54002077    | Inscrit      | 2015  |                |
| Chorgestühl, Wandvertäfelung und zwei Konsolen        | Holz, 18. Jahrhundert                                                                       | in der Kirche St-Pierre (Lage) | PM54000787    | Classé       | 1964  |                |
| Gemälde Schweißtuch der Veronika                      | Druckgraphik (Heliogravüre) auf Leinwand, Holzrahmen, nach 1913; nach Gabriel von Max, 1874 | in der Kirche St-Pierre (Lage) | PM54002078    | Inscrit      | 2015  |                |
| Pietà                                                 | Stein, Anfang des 16. Jahrhunderts                                                          | im ehemaligen Hospiz (Lage)    | PM54000791    | Classé       | 1984  |                |
| Zehn Arzneigefäße                                     | Fayence, zweite Hälfte des 18. Jahrhunderts                                                 | im ehemaligen Hospiz (Lage)    | PM54001845    | Inscrit      | 1997  |                |
| Drei Arzneigefäße mit Deckel                          | Fayence, um 1800                                                                            | im ehemaligen Hospiz (Lage)    | PM54001842    | Inscrit      | 1997  |                |
| Drei Mörser mit Stößel (1)                            | Bronze, 18. und 19. Jahrhundert                                                             | im ehemaligen Hospiz (Lage)    | PM54001847    | Inscrit      | 1997  |                |
| Skulptur Christus nimmt das Kreuz                     | Stein, 16. Jahrhundert; im Musée lorrain ausgestellt                                        | im ehemaligen Hospiz (Lage)    | PM54000789    | Classé       | 1952  | weitere Bilder |
| Skulptur Madonna mit Kind                             | Stein, 15. Jahrhundert                                                                      | im ehemaligen Hospiz (Lage)    | PM54000790    | Classé       | 1952  |                |
| Drei Arzneigefäße mit Deckel und fünf einzelne Deckel | Fayence, erste Hälfte des 19. Jahrhunderts                                                  | im ehemaligen Hospiz (Lage)    | PM54001843    | Inscrit      | 1997  |                |
| Zwei große Arzneikannen                               | Fayence, zweite Hälfte des 18. Jahrhunderts                                                 | im ehemaligen Hospiz (Lage)    | PM54001846    | Inscrit      | 1997  |                |
| Skulptur Unterweisung Mariens                         | Stein, 18. Jahrhundert                                                                      | im ehemaligen Hospiz (Lage)    | PM54001841    | Inscrit      | 1996  |                |
| Elf kleine Arzneigefäße mit Deckel                    | Fayence, zweite Hälfte des 18. Jahrhunderts                                                 | im ehemaligen Hospiz (Lage)    | PM54001844    | Inscrit      | 1997  |                |
| Drei Mörser mit Stößel (2)                            | Marmor, Holz, Messing, Glas, um 1800                                                        | im ehemaligen Hospiz (Lage)    | PM54001848    | Inscrit      | 1997  |                |